# 長野そごう
株式会社長野そごう（ながのそごう）は、長野県長野市問御所町にて百貨店「長野そごう」を運営していた企業である。旧店名は「丸光（まるみつ）」。2000年（平成12年）7月に店舗を閉鎖し、長野地方裁判所より破産宣告を受けた。

## 概説
長野県で初めての本格的な百貨店として、長野市中心市街地のほぼ中央、新田町交差点の近くに店舗を構えていた。売場面積はおよそ1万1千平方メートル（2000年当時）。外商部門の販売力が強く、末期には同社売上高の約4割を占めていた。
一時期は三越と提携していたが、1983年（昭和58年）にそごうグループの一員となった。グループの百貨店29店舗中、同社店舗の売上高は最下位であり（2000年2月期）、破産宣告時、同社単体での負債総額は87億円を超えた。同社の倒産は、長野県内の小売業者としてはそれまでにない規模のものであった。

## 沿革
1949年（昭和24年）、丸光商事株式会社として長野市権堂町に設立された。同社のルーツは、1893年（明治26年）に長野県埴科郡松代町（後の長野市松代町）で創業された呉服店「丸忠みのや商店」である。
1957年（昭和32年）11月、同社は長野市問御所町に移転し、地下1階、地上4階建ての「丸光百貨店」を開店させ、入店制限を実施しなければならないほど大勢の客を集めた。1958年（昭和33年）には同じ問御所町に、競合店となる「ながの丸善百貨店」が開店。両店は昭和通りを挟んで斜め向かいに位置していた。
1961年（昭和36年）11月30日、丸光百貨店地下1階喫茶室カウンター内で、従業員が鍋を火にかけたまま帰宅したため、鍋が空焚きになり出火。火災は自動火災報知設備の作動により比較的初期に発見されたが、警備員の対応が遅く、出火から約25分経ってから通報されたため、上階へ延焼した。消防隊は火元の地下から猛烈な濃煙が盛んに上昇する中消火活動にあたったが、防煙具や呼吸器が不足（濡れ手拭いまで使用した）しており、地下での消火活動は数分で呼吸困難になるほどの状況であり、困難を極めた。この火災で一酸化炭素中毒により多数負傷者を出したが、幸いにも死者はなかった。
1963年（昭和38年）、丸光商事は社名を株式会社丸光へと変更。1966年（昭和41年）10月には建物を8階建てに増築して開店セールを行ない「歩道からあふれんばかりの」客を集めた。一方の丸善は同年11月に長野駅前へ移転して問御所町から去り、直後に株式会社東横と業務提携して、事実上、東急グループの傘下に入った。
丸光は丸善との競争に勝利したかのような形となったが、その後、人の流れが徐々に長野駅前へ移っていったことなどから次第に営業不振へ陥っていった。1982年（昭和57年）、同社はそごうとの業務提携に踏み切り、1983年（昭和58年）、そごうグループの出資を受け、社名を株式会社丸光そごうに変更した。1987年（昭和62年）5月、社名を株式会社長野そごうへ変更し、創業者一族が経営から退いた。1989年（平成元年）には店舗を全面的に改装している。業績は一時的に回復し、1991年（平成3年）2月期の売上高は135億円を超えた。
バブル景気崩壊後は経常赤字を出す年が多くなった。近くで営業していたダイエー長野店（1976年開店）との競争上低価格品の扱いが多くなり、百貨店としての高級イメージが薄れていった。その代表例として1997年（平成9年）12月には、長野県内ではまだ珍しかった100円ショップのダイソーをテナントとして入居させている。
1999年（平成11年）2月期には、35億2千万円の累積赤字を抱えるに至った。同年10月、店舗の業態転換が計画され、若者向けのファッションを揃えたカジュアルな店を目指したが、条件に合うテナントは入らなかった。2000年（平成12年）4月、そごうは「長野そごう店舗を11月に閉鎖する」旨を発表し、同店の再建を断念した。
2000年（平成12年）7月12日、そごうが民事再生法の適用を申請して倒産。13日には長野そごうも長野地裁に自己破産を申し立て、予定よりも早く店舗を閉鎖した。後に同店跡地は信越放送へ売却され「TOiGO SBC」が建てられた。